# Anders och våldet
Anders och våldet är en svensk dokumentärserie från 2021, ledd av Anders Öfvergård och producerad av Mastiff. I programmet åker han runt i Sverige och pratar med människor för att försöka förstå varför våldet ökat och blivit värre i landet och varför det inte stoppats samt hur det kan stoppas. Han träffar bland annat högt uppsatta svenska politiker, vårdpersonal, brottsoffer, försvarsadvokater, kriminologer, gängledare och poliser. Serien hade premiär den 21 september 2021 och visades varje tisdag, som totalt tre entimmesavsnitt, till och med den 5 oktober 2021. Serien visades på TV4, TV4 Play och C Mores streamingtjänst och arkiv. Samtliga tre avsnitt lades upp redan den 21 september på TV4 Play, medan C Mores arkiv bara lade upp ett avsnitt i veckan.